# انتخابات مجالس ایالتی آلمان در سال ۲۰۱۶ در ایالت بادن-وورتمبرگ

سیاه: اتحادیه دموکرات مسیحی سبز: سبزها, آبی: آلترناتیو برای آلمان

انتخابات مجالس ایالتی ۲۰۱۶ آلمان در ایالت بادن-وورتمبرگ که در ۱۳ مارس از ساعت ۸ تا ۱۸ برگزار شد شانزدهمین انتخابات مجلس ایالتی بادن-وورتمبرگ بود. .در همان روز نیز انتخابات ایالتی در ایالت های های راینلند-فالتز و زاکسن-آنهالت برگزارشد .

## تقسیمات حزبی قبل از انتخابات
از انتخابات سال ۲۰۱۱ زمانی که اتحادیه دموکرات مسیحی با ۳۹ درصد بیشترین آرا را کسب کرد در ایالت  بادن-وورتمبرگ یک دولت ائتلافی متشکل از احزاب سبزها (۲۴.۲ درصد) و حزب سوسیال دموکرات (۲۳.۱ درصد) تحت رهبری وینفرید کرچش مان (سبزها) بر این ایالت حاکم بود. در این سال حزب دموکرات آزاد آلمان (۵.۳ درصد) در رده چهارم قرار گرفت . درصد مشارکت در این انتخابات ۶۶.۳ درصد بود.